# الكتابة كامرأة
الكتابة كإمرأة: المقالات في الحركة النسائية والخيال العلمي هي مجموعة من المقالات التي كُتبت بواسطة  (جوانا روس)، ألفت عدداً من الكتب في الخيال العلمي والفانتازيا والنقد الأدبي النسوي ونُشرت عام (1995م). ظهرت العديد من المقالات سابقًا كخطابات في مختارات أو في جرائد مثل: دراسات الخيال العلمي والاستنباط والشرنقة. تتراوح الموضوعات من عمل مؤلفين مُحددين إلى الاتجاهات الرئيسية في الحركةِ النسائيةِ والخيال العلمي من خلال هذه الموضوعات المختلفة، تؤكد روس على أهمية الاحتفاء بعمل المؤلِّفات الإناث وتسليط عين انتقادية على التعليقات والعمل الذي ينتج من الرجال ويتم تقسيم المجموعة إلى قسمين: الجزء الأول يتمحور حول نقد الكتابة الرجالية والتأليف الذُكوري، بينما يُركز الجزء الثاني على عمل المؤلفات الإناث وعلاقتهن بالكتابة.

## المحتوى

### الجزء الأول
- «نحو جمالية الخيال العلمي» نُشرت النسخة الأصلية  في "دراسات الخيال العلمي، يوليو 1975[2]
- «التخمينات: منطقية الخيال العلمي» نشرت الأصل منها في الاستقراء، المجلد. 15. (1973)
- «SF والتقنية كغموض» نشرت النسخة الأصلية في دراسات الخيال العلمي، نوفمبر (1978)[3]
- «الحب يتحكم بالنسوية: معركة الجنس في الخيال العلمي» نشرت الأصل في دراسات الخيال العلمي، مارس(1980)[4]
- «على سحر قصص الرعب، بما في ذلك Lovecraft» نُشرت النسخة الأصلية في دراسات الخيال العلمي، مارس (1980)[4]
- «صبي وكلبه: الحل النهائي» نُشرت الأصل منها في الحدود: جريدة لدراسات النساء في خريف (1975)[5]

### الجزء الثاني
- «ماذا يمكن أن تفعل البطلة؟ أو لماذا لا تستطيع النساء الكتابة؟» نُشرت النسخة الأصلية كجزء من صور (سوزان كوبلمان) في فيلم «نساء في الروايات الخيالية: وجهات نظر نسوية»[6]
- «يحاول شخصٌ ما أن يقتلني وأعتقد أنه زوجي: القوطي الحديث» نُشرت النسخة الأصلية في مجلة الثقافة الشعبية، (1973).[7]
- «على ماري ويل ستون كرافت شيلي» نُشِرَت النسخة الأصلية كمقدمة لمجموعةِ (ماري شيلي) بعد وفاتها، حكايات وقصص، (1975).[8]
- «اليوتوبيا النسوية الأخيرة» نشرت النسخة الأصلية في الإناث المستقبل (مارلين بار): مختارات نقدية.[9]
- «الكتابة كالمرأة: تحولات الهوية في أعمال ويلنا كاثر» نُشرت النسخة الأصلية في مجلة الشذوذ الجنسي، عام (1986).[10]
- «على الخلفياتِ الصفراءِ» كُتبت النسخة الأصلية كرسالةٍ إلى محرري رابطةِ الدراساتِ النسائيةِ الوطنيةِ (NWSA) اليوميةِ ولكن نُشرت لأولِ مرةٍ هنا في «كتابة مثل امرأة».[11]
- «هل التحطيم مثير للشهوة»؟ نُشرت النسخة الأصلية كرسالة إلى محرري (الشرنقة) عام (1979)[12]
- «رسالة إلى (سوزان كوبلمان)».

## الأصداء
أشيد بمجموعة المقالات هذه لإمكانية الوصول إليها بسهولةٍ، حتى للقراء الذين ليسوا على درايةٍ كافية بنظرية نسوية المعقدةِ أو نظريةِ خيال علمي. وتركز النقد على التناقضاتِ في الموضوع بالنسبة للمقالاتِ، حيث أن مواضيع الكتابات تتراوح من (ماري شيلي) إلى (ستار تريك).
بالإضافة إلى ذلك، ادعى النقاد أن تحذيراتِ (روس) ضد قراءاتِ نظرية التحليل النفسي لعملِ المؤلف هي ساذجةٌ وبسيطةٌ للغاية.